# BAE Abdón Calderón
El BAE Abdón Calderón es un buque de la Armada del Ecuador, actualmente se conserva como buque museo en el Museo Memorial Cañonero Calderón.
Fue construido en Glasgow, Escocia, en 1884, para la empresa naviera Adam Greulich y Cia. de Valparaíso en Chile, que lo bautizó con el nombre de Chaihuín. Sus propietarios lo destinaron como remolcador en la costa de aquel país hasta 1886.
El presidente del Ecuador Dr. José María Plácido Caamaño, autoriza, en diciembre de 1886, la adquisición del navío por 11 500 libras; de esta manera el gobierno del Ecuador adquirió el buque y luego de artillarlo lo incorporó a la armada con el nombre de Cotopaxi, el cual lo mantuvo hasta 1938, cuando se lo renombró BAE Abdón Calderón en memoria del llamado niño héroe.
Participó en la crisis internacional de 1910 contra Perú, en la Campaña de Esmeraldas de 1913 a 1915, y posteriormente fue designado buque escuela en los años 20 y 30 del siglo XX.
El buque estuvo 76 años en servicio, durante los cuales se desempeñó como remolcador, transporte, guardacostas, buque de guerra y buque escuela. Finalmente ser retirado del servicio en 1960.

## Datos históricos

### Revolución liberal Ecuatoriana

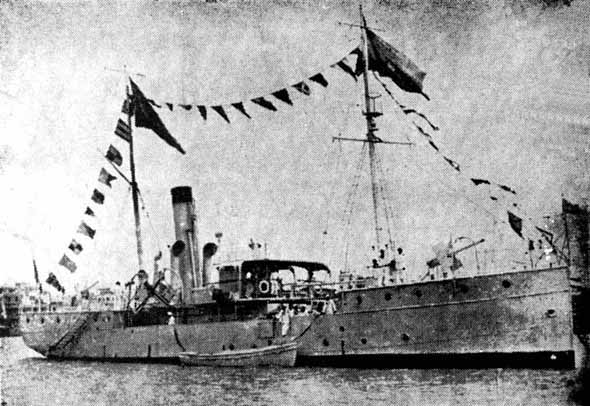
BAE Abdon Calderón en la Segunda Guerra Mundial (durante el conflicto armado con Perú entre junio y julio de 1941)

El Cotopaxi fue adquirido precisamente para combatir la amenaza de las expediciones liberales de Eloy Alfaro, quien exiliado en Centroamérica, dedicaba su tiempo y energías al derrocamiento del gobierno conservador.
El 5 de junio de 1895 se produjo el levantamiento Liberal que rápidamente llevó al poder al General Eloy Alfaro Delgado, líder nacional que ejecutó importantes reformas políticas y sociales en el país y quien, como veremos a continuación, estuvo directa o indirectamente ligado al destino del Crucero Cotopaxi hasta 1912 año de su muerte.
Una vez que los liberales llegaron al poder el Capitán de Navío Nicolás Bayona Ors, comandante de la Marina "Conservadora" hasta esa fecha y enemigo político de los liberales tuvo que partir al exilio en Lima, donde falleció en 1907. Los oficiales navales más antiguos fueron sustituidos por comandantes liberales, entre ellos algunos extranjeros, los oficiales más jóvenes del antiguo régimen pudieron continuar su carrera en la Armada "Liberal", entre ellos Rafael Andrade Lalama. Asumió como comandante del Cotopaxi el Capitán de Navío Benigno S. Calderón, además de asumir la jefatura de la Marina.
En 1898 ocurrió un incendio que destruyó casi totalmente la ciudad de Guayaquil, por tanto el Cotopaxi es uno de los pocos elementos referentes que de aquella época. Ya en el siglo XX el gobierno liberal hizo tímidos intentos de formar una marina de guerra, para lo cual se buscó con Chile, país con gran tradición naval e históricamente amigo, acuerdos para la adquisición de naves y preparación de los oficiales y tripulantes necesarios, esta iniciativa se tradujo en la incorporación a la Armada del transporte Marañón, anteriormente llamado Casma, para su uso como buque escuela y posteriormente en la adquisición del Caza-Torpedero Libertador Bolívar, anteriormente llamado Almirante Simpson.

### La Crisis internacional de 1910
En 1910 Ecuador, gobernado entonces por el presidente ecuatoriano Eloy Alfaro, se negó a aceptar el laudo arbitral del rey de España Alfonso XIII, que aún no se emitía, pero cuyo contenido, debido a una infidencia, se llegó a conocer. Creyendo erróneamente los ecuatorianos que este fallo era contrario a los intereses de su país, la prensa ecuatoriana inició una violenta campaña para desprestigiar dicho arbitraje. El 3 y 4 de abril de 1910 hubo graves atropellos contra las legaciones peruanas en Quito y Guayaquil. Alfaro movilizó a su país al grito de Tumbes-Marañón o la Guerra, mientras que el presidente peruano Augusto B. Leguía decretó también la movilización de su ejército y puso en pie de lucha a 23,000 hombres.
La Armada del Ecuador estaba compuesta por el Caza-torpedero Libertador Bolívar, el torpedero Tarqui y el Crucero Cotopaxi, este último sirviendo además como transporte de tropas en el traslado de las unidades militares enviadas a reforzar la frontera con el Perú, el presidente Eloy Alfaro en persona asumió el comando militar de las tropas durante la crisis.
La intervención de Estados Unidos, Brasil y Argentina evitó el estallido de la guerra (22 de mayo de 1910) pero ante la actitud ecuatoriana el rey de España se inhibió de pronunciar sentencia por lo que el problema limítrofe quedó pendiente.

### 1912-1916
En diciembre de 1911 ocurre en el país otra guerra civil, ahora entre los propios liberales, la crisis surgió del sorpresivo fallecimiento del flamante presidente Emilio Estrada, entonces la plaza de Guayaquil incluida la Marina se alzan contra el sucesor constitucional el Doctor Carlos Freile Zaldumbide, el Crucero Cotopaxi es despachado para traer desde el puerto de Esmeraldas al General Flavio E. Alfaro, sobrino del expresidente Eloy Alfaro y pretendiente del poder, junto a él se transportó a 315 hombres del Batallón "Esmeraldas" misión que culmina el 5 de enero de 1912; posteriormente el alzamiento es derrotado militarmente en Huigra, Naranjito y Yaguachi, los Generales Eloy Alfaro, Flavio Alfaro y Pedro J. Montero cabecillas del alzamiento rinden la plaza y se entregan sobre la base de las garantías dadas por el General constitucional Leonidas Plaza G; sin embargo el 25 de enero el General Montero es asesinado por sus captores en Guayaquil durante un seudo juicio, los Generales Alfaro cautivos son enviados a Quito, irónicamente son transportados en el ferrocarril que se construyó durante la presidencia de Eloy Alfaro.
Los oficiales navales que participaron en el alzamiento fueron dados de baja y se destinó como Comandante del Cotopaxi al Capitán de Fragata Rafael Andrade Lalama, mando que desempeñó por largos años en varios periodos.
El 28 de enero de 1912 el expresidente Alfaro y sus tenientes son linchados por una turba que asaltó la cárcel en la cual guardaban prisión, sus cuerpos arrastrados y quemados en el parque del Ejido de Quito, esta acción fue la causa directa para que otro caudillo liberal, el Coronel Carlos Concha Torres, se alzara en armas en la provincia costera de Esmeraldas en septiembre de 1913, la pequeña Armada compuesta por el Libertador Bolívar y el Cotopaxi, ahora leal al gobierno constitucional, jugó un importante papel en el esfuerzo de guerra en contra de la revuelta; debido a las limitaciones en los caminos terrestres, el transporte de tropas por vía marítima fue imprescindible así como contar con el apoyo de la artillería de los buques.
El 23 de septiembre de 1913, Concha Torres y sus partidarios asaltan el cuartel de policía del puerto de Esmeraldas donde se hacen de fusiles para posteriormente atacar el Cuartel del Batallón "Manabí" al cual sitian, solo la intervención de los tripulantes del Cotopaxi que bajo el comando de los Alférez de Fragata Manuel Cevallos y Carlos Ibáñez desembarcan, acuden en ayuda del sitiado cuartel y obligan a los "conchistas" a retirarse hacia el interior de la provincia.
La guerra continua y en diciembre de 1913 luego de la derrota de las fuerzas constitucionales en el Combate del Guayabo el Cotopaxi y su tripulación ayudaron a evacuar a 600 soldados derrotados, los rebeldes ocupan la ciudad de Esmeraldas y la reacción del gobierno no se hace esperar, por lo que el y el Cotopaxi y el Libertador Bolívar bombardean la ciudad de Esmeraldas por orden del Presidente Leonidas Plaza el 10 de febrero de 1914, el 25 de febrero se produce un desembarco en Atacames de tropas transportadas por el Cotopaxi y el transporte Constitución, estas tropas lograron vencer a las fuerzas conchistas y reocupar la ciudad con el apoyo de la marina, obligandolos a replegarse al interior de la provincia. La campaña terrestre continuó y el 24 de febrero de 1915 se logró la captura del Coronel Concha, con lo que la revolución había sido derrotada, sin embargo focos guerrilleros continuarían combatiendo al gobierno en las provincias de Esmeraldas y Manabí, hasta que el conflicto se terminó por vía política en septiembre de 1916, y con él terminó la última montonera liberal radical en el Ecuador.

### Su visita al Perú en 1917
Una vez pacificado el Ecuador gracias a la amnistía decretada el 1 de septiembre de 1916 por el presidente Alfredo Baquerizo Moreno, el Cotopaxi fue destinado a labores de guardacostas, transporte y mantenimiento de ayudas a la navegación en los puertos del país.
En 1917 el presidente Baquerizo Moreno resolvió hacer una gira por las Islas Galápagos, territorio insular situado a 500 millas náuticas de las costas del Ecuador; para lo cual se transportó junto con su comitiva en el Guardacostas Patria y con la escolta del Crucero Cotopaxi. La gira por las "islas encantadas" se efectuó entre el 10 de julio de 1917 fecha en que zarpó de Guayaquil y 21 de julio que arribó a la ciudad de Esmeraldas, para entonces seguir ruta a Puerto Pizarro en Perú a donde arribó el día 23, en este puerto las naves ecuatorianas fueron recibidas por el Crucero peruano Almirante Grau, el cual intercambió salvas de saludo con las naves ecuatorianas.
Durante su corta estancia en dicho puerto, el presidente Baquerizo Moreno envió un telegrama de fraternal saludo y exhortación a la paz al Presidente del Perú José Pardo, quien respondió a su vez en términos similares.
El Almirante Grau de 3,500 toneladas escoltó de regreso a Guayaquil a las naves ecuatorianas y realizó una visita protocolar a dicho puerto hasta el 29 de julio cuando regresó a su base en el puerto del Callao, parecía que la paz entre ambas naciones estaba asegurada, pero 24 años después, en el mismo mes de julio, al estallar en 1941 el conflicto armado entre Perú y Ecuador, el barco gemelo del Almirante Grau, el Crucero BAP Coronel Bolognesi, formaría parte de la escuadra peruana que tenía la orden de bloquear el tráfico marítimo entre Guayaquil y Puerto Bolívar, tráfico que sería escoltado precisamente por el Cañonero Abdón Calderón, nombre que tomó el Crucero Cotopaxi en 1936.

### 1924 Escuela Naval
En 1924 y 1925 por sugerencia del Capitán de Navío Rafael Andrade, Comandante del Cotopaxi, se llevó a cabo un curso de Guardiamarinas y aspirantes a Ingenieros a bordo precisamente del Crucero Cotopaxi. Cadete de este curso fue el joven Rafael Morán Valverde a quien el destino ubicó como Comandante del Cañonero Calderón el 25 de julio de 1941 durante la invasión peruana al Ecuador.

### 1936 CañoneroAbdón Calderón
En 1928 el gobierno cambió la y la categoría del buque, de Crucero a Cañonero, y en 1936 se cambió su nombre por del de BAE Abdón Calderón en homenaje al joven teniente cuencano que perdió la vida a causa de las heridas recibidas durante la Batalla de Pichincha el 24 de mayo de 1822 y quien es recordado en Ecuador por su valor al negarse, ya herido, a dejar el campo de batalla.
Es asombroso pensar que para aquella fecha se trataba de una nave con 50 años de servicio en la Marina, su longevidad se explica en que fue reparado íntegramente varias veces, su caldera fue cambiada en 1912 y también en 1936, se hizo cambio de tipo de combustible del carbón original al petróleo.
Alguna veces se consideró en sustituirlo con naves más modernas pero las limitaciones económicas, la despreocupación del estado ecuatoriano en su Armada e incluso el Tratado de Washington impidieron concretar esas intenciones.
En 1928 el Caza-torpedero Libertador Bolívar fue perdido por negligencia en su mantenimiento, por lo que la única nave de más de 100 toneladas con que contó la Armada del Ecuador por varios años fue el Cañonero Calderón.

### 1938 Las últimas Islas Encantadas
Capítulo aparte de la particular singladura de esta nave es relatada por una escritora francesa llamada Paulette Everard Kiefer; en enero de 1938 ella y su esposo el pintor ecuatoriano Manuel Rendón Seminario se embarcaron para las islas Galápagos en un viaje de exploración y aventuras, llegaron a la Isla Floreana (Santa María), que en aquel tiempo contaba con 10 habitantes, y donde pasaron tres meses descubriendo y sufriendo del encanto y aislamiento de la isla, el transporte que debía recogerlos el 10 de abril no llegó y posteriormente recibieron desalentadoras noticias que no precisaban la llegada de un navío para retornar al Ecuador continental.
Providencialmente el Cañonero Calderón al mando del Capitán de Corbeta Aníbal Villagómez Yépez realizó en mayo de aquel año un viaje de patrullaje por las Galápagos, al llegar a Floreana el 11 de mayo los semi-náufragos solicitaron y obtuvieron permiso para embarcarse en la nave durante su gira por las islas y su posterior retorno a Guayaquil. Este periplo relatado por Paulette de Rendón en su libro "Galápagos: Las últimas Islas Encantadas" nos permite atisbar la vida en las islas en aquel entonces y además a bordo del "Calderón" para lo cual me permito transcribir breves pasajes.

"Nos instalaron en el salón comedor del cañonero, donde dormiré en un canapé, encima del cual el radiorreceptor descansa sobre una repisa. Mi marido colgará su hamaca cerca de mí, y al otro lado de la larga mesa, un pasajero que pasea su neurastenia muda por los mares de Galápagos suspende otra hamaca. Para vestirnos, el segundo oficial de a bordo nos prestará todas las mañanas su camarote."

"Nuestro primer almuerzo a bordo del Abdón Calderón nos permite conocer mejor a su oficialidad. Somos doce alrededor de la mesa del salón comedor, presidida por el segundo oficial pues el comandante toma sus comidas en su salón particular, al que nos invitará algunos días más tarde a acompañarlo a él y a otro pasajero."
"Todos son hombres jóvenes y simpáticos y alegres y llenos de vivacidad, cuyo espíritu bromista me recuerda mucho el de mis compatriotas. Durante todo el almuerzo no son sino chanzas y burlas. La escaramuza es a veces viva, sobre todo cuando pone frente a frente a un costeño y un serrano, más una sonrisa atempera siempre los más vehementes apóstrofes."
"La tripulación es pintoresca y abigarrada. Va desde el indiecillo simplista que nos sirve a la mesa y que inexorablemente vendrá todas las mañanas, a las cinco, armado de su escoba a anunciarnos en tono desvergonzado que es hora ya de levantarse, hasta el atlético negro de la provincia de Esmeraldas y el grumete rubio de buena familia, niño terrible demasiado aventurero al que sus padres, intentando disciplinarlo, han metido en la marina."

"24 de Mayo. Fiesta aniversario de la batalla de Pichincha. Salva de siete cañonazos a las ocho de la mañana, a mediodía y a las seis de la tarde a bordo de nuestro ya querido Abdón Calderón. Chicha para el desayuno. Hace frío toda la mañana y garúa. La mayor parte de los habitantes de la isla (Santa Cruz) han sido convidados al baile que se dará en la cubierta."

Los esposos Rendón recorrieron las islas hasta principios de junio, lamentablemente el crucero terminó abruptamente cuando se recibió órdenes por radio de regresar al continente inmediatamente y no transportar pasajeros; quienes fueron desembarcados en la capital de Galápagos, en la isla San Cristóbal.

### Conflicto de 1941
En 1940 Ecuador y Perú tienen varios choques fronterizos, lo que ocasiona el conflicto armado entre ambos países.
Las fuerzas armadas del Ecuador no disponían de material bélico, eran modestas y en el fondo no estaban preparadas para una guerra exterior, pues los años de inestabilidad política, las luchas internas y la falta de recursos económicos habían tenido un efecto negativo en el Ejército, afectando su organización y equipamiento, no disponía de la Armada, contando, esta última, solo con tres naves pequeñas para hacer frente a la Marina de Guerra del Perú la cual contaba con unidades navales muy superiores en número, tamaño, velocidad y armamento.
En cuanto al Cañonero Calderón, este contaba, en 1941, con el siguiente armamento:
- 2 cañones "Armstrong" de 76 mm., uno de modelo de finales del siglo XIX y con munición de la misma antigüedad siendo la ubicación de estas armas una en la proa y la otra en la popa, y
- 2 Cañones de 47 mm. militarmente inservibles y solo usados para salvas de saludo.
- Como armamento antiaéreo se instalaron 2 ametralladoras checas ZB de 20 mm.

En disparos de prueba de los cañones se advirtieron problemas con los percutores, los mismos que fueron reparados por ingenieros ecuatorianos fabricando los repuestos necesarios, estableciéndose, adicionalmente, que la munición no era confiable.
El Perú puso en pie de guerra un ejército de 441 Oficiales y 9386 soldados en la frontera con Ecuador, e inicia el 5 de julio de 1941, la invasión al sur del Ecuador, argumentando incidentes fronterizos.
A pesar de los intentos mediadores de países amigos, ninguno de los países aceptaba una mediación y es así como, el 23 de julio Perú avanza en su ofensiva a gran escala logrando, gracias a su superioridad numérica, cualitativa y de armas, aplastar a las defensas ecuatorianas. En algunos episodios de esta guerra se relata como soldados voluntarios ecuatorianos, armados solo de machetes, fueron barridos por el fuego de las ametralladoras peruanas.
La superioridad naval peruana le permitía bloquear los puertos ecuatorianos, especialmente el de Guayaquil y el de Puerto Bolívar, este último cercano a la frontera con el fin de impedir el reforzamiento de las fuerzas adversarias, a pesar de esto el Cañonero Abdón Calderón, al mando del Teniente de Fragata Rafael Morán Valverde, recibió órdenes de escoltar un convoy de 3 motoveleros con 800 soldados y armas para Puerto Bolívar. El convoy partió de Guayaquil a las 23 horas del día 24 de julio de 1941, las órdenes fueron claras:
- Escoltar el convoy rumbo a Puerto Bolívar, las naves deberían ir en columna separadas por 1 milla, se navegaría con luces apagadas, excepto las de posición.
- En caso de encuentro con el enemigo era la tarea del Calderón enfrentarlo a fin de que los transportes tuvieran oportunidad de seguir a Puerto Bolívar.
- Una vez llegado el convoy a Puerto Bolívar protegerá el desembarco de los soldados y armas de ataques aéreos o navales del enemigo.

En tanto la Marina de Guerra del Perú, que realizaba operaciones de apoyo a las fuerzas peruanas terrestres, al estar enterada de la salida del convoy, escoltado por el Abdón Calderón, que iba desde Guayaquil a Puerto Bolívar, dispuso el envío de dos buques de guerra con la misión de interceptarlo, estas dos naves eran el BAP Coronel Bolognesi, crucero de 3200 toneladas armado con 2 cañones de 152 mm. y 8 ametralladoras y el BAP Almirante Villar un destructor de 1585 toneladas y armado con 4 cañones de 101 mm.[cita requerida]
El Villar y el Bolognesi recibieron la orden de interceptar el convoy, pero la información llegó tarde, de modo que cuando ambos buques peruanos zarpaban ya el convoy estaba terminando de llegar a su destino. Cuando el Villar llegó a la altura de la boca del canal de Jámbeli, ya el Abdón Calderón estaba saliendo de regreso a Guayaquil. El Bolognesi aún no llegaba porque tenía un desperfecto en la máquina que le hacía andar a solo 10 nudos.
Habiendo llegado el Calderón y su convoy a Puerto Bolívar en la mañana del 25 de julio se dedicó a proteger el desembarco, para lo cual se mantuvo en movimiento. Mientras navegaba a 3 millas de la entrada al canal Jambelí, el barco avistó la nave peruana produciéndose un corto combate, el Comandante de la nave ecuatoriana, el Teniente Moran Valverde relata en su parte la acción de la siguiente forma:

A Las 11:15 horas cuando nos encontrábamos navegando con rumbo norte y a una distancia aproximada de tres millas del faro de Jambelí, el vigía anuncio la presencia de un buque a la cuadra del babor y que navegaba con la proa hacia el buque de mi mando, como también el humo de varios buques, que se presume era el resto de la escuadra peruana. En ese instante el personal se preparaba para un ejercicio de Artillería. El buque avistado, visiblemente aumento su andar, cambiando varias veces su rumbo y con manifiestas intenciones de cortar nuestra proa. Cuando el buque se acercó más se le reconoció como un destructor de bandera peruana, por lo que ordene caer a estribor cambiando 180° de rumbo. Simultáneamente, también el enemigo cayo a estribor navegando luego con un rumbo paralelo al nuestro. 
A las 11:25 horas, se ordeno zafarrancho de combate y a las 11:30 horas, el enemigo rompe los fuegos con un cañón de proa. Al verse el fogonazo del primer disparo se ordeno fuego, repeliendo al primer momento con un nutrido fuego de nuestra artillería. El combate se prolongó hasta las 11:45 horas, instantes en que nos ocultamos del enemigo tras la boca del Jambelí.
La contienda fue absolutamente desigual, pues se sostuvo la acción únicamente con un cañón de 3¨' y dos antiaéreos de 20 mm ya que el cañón de popa fallo después del primer disparo, que posiblemente le impacto en la popa del buque atacante. También se cree que el cañón antiaéreo de popa hizo varios impactos en la superestructura del enemigo.
Es una obligación hacer conocer cómo combatió la tripulación, en todo momento supo cumplir con su deber, como también la deficiencia absoluta del material, pues, que de las pocas cargas que llevamos solo respondieron el 30 %.

Terminada la acción fondeamos en Puerto Bolívar a las 12:11 horas.

El Comandante Morán Valverde informó además de una incursión aérea realizada por la aviación militar peruana en los siguientes términos:

Encontrándonos fondeados a las 13:42 horas se rompen los fuegos contra los aviones enemigos que tratan de atacar al buque, obligándolos a huir después de 15 minutos de nutrido fuego de artillería antiaérea. En espera de los aviones enemigos permanecimos en continuo movimiento frente al puerto hasta las 16:00 horas que volvemos a fondear.

### Después de 1941
Luego del conflicto de 1941 el Cañonero Calderón siguió prestando servicios como transporte armado y cumpliendo además cualquier otra misión que se le asignara.
En 1950 a los nombres de los buques de la Armada se les antepusieron las siglas BAE (Buque de la Armada del Ecuador), pasando el antiguo Chaihuín a denominarse BAE Abdón Calderón.

### Baja
Mediante la orden general No.12 del 16 de julio de 1960 el BAE Calderón fue retirado del servicio activo iniciado en 1886 y se dispuso su preservación; durante unos años permaneció en los muelles del arsenal naval de Guayaquil sobre el Río Guayas, finalmente en 1972 se dispuso la construcción de una plaza frente al edificio de la Primera Zona Naval en cuyos límites se colocaría en exposición el BAE Calderón transformado en monumento para honrar la memoria de aquellos hombres que sobre sus cubiertas conformaron, casi literalmente, la Armada del Ecuador durante 74 años. En 1986 se habilitó como museo naval llamado: Museo Memorial Cañonero Calderón.